# Чети Чанд
Чети Чанд — Новый год у синдхов. Согласно индийскому календарю, Чети Чанд празднуется на второй день чайтры (то есть Чети Чанд празднуется на следующий день после Угади и Гуди-падвы).
Синдхи празднуют Чети Чанд в честь рождения Jhulelal, иштадева синдхов. Этот день считается крайне благоприятным и празднуется с помпой и весельем. В этот день люди поклоняются воде — эликсиру жизни, так как Jhulelal — бог воды.
Принятое на Чети Чанд поздравление — «Cheti Chand jyon Lakh Lakh Wadayun Athav»; отвечать на него следует «Twah khe bhi Cheti Chand jyon Lakh Lakh Wadayun Athav».
Перед праздником верующие соблюдают Chaliho Sahab — 40 дней они не бреются, не пользуются мылом и маслами, не переодеваются (хотя могут постирать одежду, которую носят). Само празднование начинается в храме, а потом перетекает в фестиваль с народными песнями и танцами, одна из целей которого — сплочение общины.